# Коста Јанковић
Коста Јанковић (1851–1883) био је земљорадник из Прћиловице, осуђен на смрт и стрељан због учешћа у Тимочкој буни.

## Биографија
На основу исказа који је дао полицији у Алексинцу од 3. новембра 1883, Коста Јанковић родио се 1851. године у селу Прилике код Ивањице, где је живео до 12. године. Око 1863. преселио се у Прћиловицу, где се бавио земљорадњом.

### Тимочка буна
Предвече 31. октобра 1883. Коста се придружио маси народа која се већ окупила пред среском канцеларијом у Прћиловици. Били су ту народни војници из целог моравског среза, неки са оружјем, а неки са батинама, који су се окупили на позив четовођа (старешина народне војске) Николе Јовића и Милије Анђелковића
из Гредетина. Четовође су прве викнуле да се срески капетан Милан Васиљевић и сви чиновници повежу, што је окупљени народ једногласно прихватио. Коста је лично појасом (тканице) везао руке капетану Васиљевићу и затворио га у механску собу. Заједно са капетаном тада су везани и затворени срески писар Димитрије Ракић и практиканти Младен Обркнежевић и Петар Грба, а остали су затворени до 2. новембра ујутро. Окупљени народ изабрао је за команданта попа Лазара Јовановића из Трњана, а за командира (водника) Милана Петровића из Радевца, који је раније био батаљонски командир II класе народне војске.
По заповести ове двојице, устаници су ноћу кренули на Алексинац да узму из војног магацина одузето оружје народне војске и ослободе радикалског посланика Станка Петровића, који је био у истражном затвору. Око поноћи устаници су стигли у Алексинац и заузели војни магацин, узевши пушке и муницију које су им биле одузете. Затим су заузели окружно начелство и суд, одакле су ослободили ухапшене радикале. Одмах затим стигао је у начелство Коле Кнежевић, који је преузео власт и наредио да се сви чиновници похапсе, што је и извршено. Коста је затим отишао у механу, где је остао до јутра.
Рано ујутро 1. новембра, Коста је са устаничком војском под командом попа Лазара и командира Милана кренуо у село Катун, да подиже села алексиначког среза на оружје. Овај устанички одред сузбијен је од 2 чете стајаће војске из Ниша под командом потпуковника Стевана Беничког у кратком окршају код села Дражевца, у коме су погинула двојица устаника. Коста се са делом устаника повукао у старе шанчеве код Алексинца, где су остали до пола ноћи, када су се разбежали кућама.

### Суђење
Судио му је Преки суд у Зајечару 18. новембра 1883. године, заједно са Колетом Кнежевићем. На суђењу је оптужен као један од осморице вођа побуне у Алексинцу од 1. новембра. Признао је своје учешће у буни, али је порицао да је био вођа буне, сваљујући одговорност на изабране старешине и Колета Кнежевића. Истог дана је осуђен на смрт, а пресуда је извршена сутрадан, 19. новембра, на брду Краљевица код Зајечара.